# 万福寺 (南あわじ市)
万福寺（まんぷくじ）は、兵庫県南あわじ市賀集鍛冶屋にある高野山真言宗の寺院。山号は賀集山。本尊は大日如来。

## 歴史
藤原仲麻呂の乱で敗れ、淡路国に流されてきた淳仁天皇が天平神護元年（765年）に崩御し、御陵が造られた。
当寺は、宝亀年間（770年 - 781年）に淳仁天皇の御陵と淳仁天皇の母・当麻山背の墓の中間付近に墓を守るための僧侶の宿坊として創建されたのがその始まりであるという。
その後、衰微していたが応永年間（1394年 - 1427年）に当地に館を構えた賀集氏によって再興された。

## 境内
- 本堂
- 庫裏
- 薬師堂
- 稲荷社 - 薬師堂の濡縁の左側にある。
- 庭園
- 弘法大師像
- 十三重石塔
- 山門

## 前後の札所
淡路四国八十八ヶ所霊場
14 法花寺　-　番外 万福寺　-　15 延命寺
淡路島四十九薬師霊場
13 慈眼寺　-　14 万福寺　-　15 地頭方薬師堂（廃寺）
淡路島七福神（恵美酒神）

## 所在地
- 兵庫県南あわじ市賀集鍛冶屋87-1